# ノイエ・ジール
ノイエ・ジール (NEUE ZIEL) は、「ガンダムシリーズ」に登場する架空の兵器。有人操縦式の機動兵器「モビルアーマー (MA) 」のひとつ。初出は、1991年に発売されたOVA『機動戦士ガンダム0083 STARDUST MEMORY』（以下『0083』）。
作中の敵側勢力であるジオン公国軍残党組織「アクシズ（のちのネオ・ジオン軍）」が開発した試作機で、別派閥の残党組織である「デラーズ・フリート」に譲渡され、同組織のパイロットで主人公コウ・ウラキのライバルであるアナベル・ガトーの乗機となる。
『0083』劇中終盤に登場し、コウが搭乗する「ガンダム試作3号機デンドロビウム」と死闘を繰り広げる。
当記事では、その他外伝作品に登場する関連機体についても解説する。

## デザイン
メカニックデザインは明貴美加。1988年公開のアニメーション映画『機動戦士ガンダム 逆襲のシャア』に登場したα・アジールからの逆算でデザインされている。

## 設定解説
デラーズ・フリートを援助するため、同じジオン残党であるアクシズ側から引き渡されたMA。コウ・ウラキのガンダム試作1号機 フルバーニアンとの相討ちでガンダム試作2号機を失ったアナベル・ガトーがパイロットを務める。
開発はアクシズによって行われた。製造計画そのものは一年戦争時代から存在したとされている。ビグ・ザムに近似したコンセプトであり、ニュータイプの搭乗を想定していたともされる。また、系統図においてはジオングやα・アジール、サイコ・ドーガと繋がりを持つ機体となる。宇宙空間での戦闘力を追求しており、脚部は持たないが、高出力のジェネレーターと大推力のスラスターを有する。有線クローアームのオールレンジ攻撃を可能としているが、制御にはパイロットに多大な負担をかけることとなる。また、ノイエ・ジールにはサイコミュ用の回路を搭載していないため、脳波制御は行えない。

### 武装・装備
有線クローアーム
有線式で延伸可能。掌部にはメガ粒子砲を有しており、射出中もクローにより掴みの動作が可能。非使用時は機体肩部に折り畳まれる。
クローのパワーは非常に大きく、ルナ・チタニウム構造材を握り潰すほどの威力を有する。
有線制御により擬似的なオールレンジ攻撃も可能となっており、その際はコンピュータによって補助が行われるが、それでもパイロットへの負担は大きいとされる。
サブアーム
先端部にメガ粒子砲とビームサーベルを兼ねる砲口を有する。非使用時は肩部ブロックに格納される。
Iフィールド・ジェネレーター
ビーム兵器を無効化するフィールドを成形する。左右の肩部バインダーに1基ずつ、背面テールバインダーに2基の合計4基を装備し、機体全周囲をカバーする。
なお、設定画稿の説明書きでは2基が指定されている。
メガ・カノン砲
本体腹部中央に内蔵装備された大型メガ粒子砲で、本機の兵装の中で最大の火力を誇る。胴体内に埋没した固定兵装のため射角が狭いものの、射程が長く対艦・対大型目標に適している。
試作3号機との交戦ではほとんど使用されなかったが、連邦艦隊を相手取った撤退戦では敵艦を一撃で沈める威力を見せている。

### 劇中での活躍
劇中ではアクシズ艦隊からデラーズ・フリートへ引き渡され、地球にスペースコロニーを落下させる星の屑作戦の最終段階時、その防衛として戦線に投入される。コンペイトウから出撃してきた地球連邦軍の追撃艦隊を奇襲し、戦艦を次々に撃沈する。
その後、コロニー奪還のために追撃してきたアルビオン隊のガンダム試作3号機と交戦。ガンダム試作3号機もIフィールド・ジェネレーターを搭載しているうえに実弾兵器も駆使したため、ビーム兵器主体の本機は序盤こそ劣勢だったが、外部に露出していたIフィールド・ジェネレーターをクローで破壊した後は優位に立ち、コロニーの阻止限界点突破を成功させる。その際、連邦軍が地球へ向かうコロニーを焼き尽くすために稼動準備を進めていた、ソーラ・システムIIのコントロール母艦を稼動直後に撃破し、作動不能に陥らせる。
互いに満身創痍の中、ガンダム試作3号機をクローアームによって背後を取った後に分離できないようサブアームで束縛した直後、再稼動したソーラ・システムIIの照射を浴びせられるも、コントロール艦が破壊されていたことと、コロニーの直撃によって一部のミラーが使用不能になったことによる威力の低下が幸いし、大破は免れる。その後、連邦軍艦隊（サラミス改級巡洋艦）に特攻を敢行し、爆散する。
漫画『機動戦士ガンダム0083 REBELLION』では、未完成形態のみが登場する。
漫画『機動戦士ガンダム C.D.A. 若き彗星の肖像』では、α・アジールの原型ともいえるゼロ・ジ・アールが登場する。

### 備考
型式番号について
型式番号は「AMX-002」とされることが多いが、これは本来ガザBの型式番号であり、誤りであるとする資料も多い。また、「AMA-X2」はデラーズ・フリート内での型式番号とする説もある。講談社発行の書籍『機動戦士ガンダム 公式百科事典 GUNDAM OFFICIALS』では「AMA-002」が正しいとされ、近年ではこちらの型式番号が一般的になりつつある（だが、現在でもAMX-002と表記されることがある）。なお、これはジャムル・フィンの「AMA-01X (AMA-001X)」に次ぐ番号である。
名称について
本機の名称である“Neue Ziel”は、ドイツ語でそれぞれ「新しい」「目標」を意味する。ただし、Ziel の発音は[tsiːl]であり、「ツィール」が原音に近い。
また Ziel は中性名詞のため正確には、”das Neue Ziel (ダス ノイエ ツィール)” または”ein Neues Ziel (アイン ノイエス ツィール)” となる。

## ゼロ・ジ・アール
漫画『機動戦士ガンダム C.D.A. 若き彗星の肖像』に登場するジオン公国軍の試作型MA。
一年戦争時、ジオン公国中将 ドズル・ザビによりシャア・アズナブル（当時少佐）の専用機として試作機開発が進められていたが、ガルマ・ザビ戦死時におけるシャアの失策にドズル中将が激怒したことにより開発は頓挫するも、大戦終了後にアクシズにて開発が再開され、アクシズに逃げ延びたシャアへ、当初の予定どおり専用機として渡される。
拠点防衛用として開発された大型のMAであり、機体本体に多数のビーム砲を搭載し、その圧倒的火力で敵を制圧するほか、Iフィールドによる防御をもって、敵のビーム攻撃を無力化させるという移動要塞的な運用を考えられていた。その後、外装や口部メガ粒子砲やサブアームの追加など実戦仕様に改修されている。
本来操縦はプログラムによる自動操縦で行われ（防御はIフィールドで行われるので、相手の攻撃による機体の損傷をあえて考慮していない）、搭乗者は攻撃に関する武器管制をメインに行うのが基本だが、シャアは全操作を自身の手で行い、模擬戦では一箇所を被弾したものの他の攻撃を全回避し、模擬戦で対戦したMS7機を全機撃墜している。シャア自身は、MAは大きすぎて機動性に欠けるとしてあまり乗り気ではなかったが、この機体のコンセプトは後にノイエ・ジールやα・アジールに引き継がれている。
なお、名称の「ゼロ・ジ・アール」は、数字の「0」と「remake」の頭文字であるRから来ており、「0からの再構築」を意味している。アクシズからのジオン公国再出発の象徴たる名とも取れるが、機体自体は一年戦争中から開発されており、実際には「MS戦、MA戦を根本から変える力がある」ことを誇示したかったことから付けられた。
劇中での活躍
宇宙世紀0081年12月の地球連邦小惑星機動艦隊襲撃事件にて実戦運用される。
しかし、連邦軍のジム・コマンド宇宙用（改良型）にアムロ・レイの戦闘データを元にした回避プログラムが登録されていたため、攻撃を回避されるなど苦戦を強いられる。また、Iフィールドの出力が計算値以上に高く機体異常が発生し、さらにサラミス級宇宙巡洋艦の攻撃からハマーン・カーンを救出するために自ら盾となるなど、限界を超えた運用がなされる。そのため、機体の損傷が予想以上に大きかったことが後に判明し、技術側から修理自体不可能かもしれないと示唆されている。
以後の劇中には登場せず、シャアが作中で専用機に搭乗することはない。

## ノイエ・ジールII
ゲーム『SDガンダム GGENERATION』に登場。
グリプス戦役初期、アクシズにて開発されたノイエ・ジールの後継機。対艦戦を想定したノイエ・ジールの設計はそのままに、サイコミュを搭載したニュータイプ専用機として開発されたが、生産コストが高いことに加えてテスト用のNTパイロットを確保できなかったことなどから、生産は見送られた（シャア・アズナブル大佐の搭乗が予定されていたが、地球に渡ったことからパイロット不在となった）。しかし、開発時に得られた技術は後にサザビーやサイコ・ドーガ、α・アジールの礎となっている。
ゲーム『機動戦士ガンダム ギレンの野望』シリーズ（『ジオンの系譜』以降）では、SDではないリアルタイプで登場する。
ゲーム『機動戦士ガンダム ギレンの野望』シリーズ（『アクシズの脅威』、『アクシズの脅威V』）では、ネオ・ジオン（シャア）のシナリオ開始時にシャアが搭乗している。

## アハヴァ・アジール
配信アニメ『機動戦士ガンダム Twilight AXIS』に登場する、アクシズで開発されていた深紅のMA。型式番号AMA-X4が示す通り、ノイエ・ジール直系の発展機である。